# Мученики Холмські і Підляські
Му́ченики Хо́лмські і Підля́ські — православні святі мученики, канонізовані 7—8 червня 2003 року Православною церквою Польщі.
Всі вони були вбиті під час Другої світової війни. За винятком монаха Ігнатія, котрий був убитий нацистами, вони були в основному вбиті польськими партизанами на терені Холмщини.
До числа мучеників було зараховано такі особи:
- отець протопресвітер плк. Василій Мартиш (Тератин, 4 травня 1945 р.),
- отець протоієрей Павло Швайка та його дружина Йоанна (Грабовець, 28 серпня 1943 р.),
- отець Миколай Голець (Новосілки, 2 квітня 1944 р.),
- отець Лев Коробчук (Ласків, 10 березня 1944 р.),
- отець Петро Огризко (Чортівець, 10 квітня 1944 р.),
- отець Сергій Захарчук (Наброж, 6 травня 1943 р.),
- монах Ігнатій (Монастир у Яблочині, 9/10 серпня 1942 р.).

Крім того, постанова Священного собору єпископів Автокефальної Православної Церкви в Польщі стосується тих, хто загинув за аналогічних обставин, але інформація про їхню долю не збереглася. 
29 жовтня 2019 р. Святий архієрейський собор Православною церквою Польщі офіційно зарахував до групи мучеників холмських та підляських тридцять православних возіїв, вбитих 31 січня 1946 року в лісі поблизу села Пухали-Старі (замордовані загоном польського Національного Військового Союзу під командуванням Ромуальда Райса «Бурого»).
Пам'ять мучеників святкується в першу неділю червня. Пам'ять тридцяти возіїв призначено на останню неділю липня. 